# Wodzisław Śląski
Vladislav (polsky Wodzisław Śląski  [vɔˈd͡ʑiswaf ˈɕlɔnskʲi]IPA, německy Loslau, latinsky Vladislavia) je město v jižním Polsku ve Slezském vojvodství, sídlo okresu Wodzisław. Leží na historickém území Horního Slezska na řece Lesznici (přítok Olše) osm kilometrů od českých hranic a 20 km severovýchodně od Ostravy. V roce 2024 zde žilo 44 581 obyvatel a spolu s městy Rybnik, Żory, Jastrzębie-Zdrój a dalšími tvoří půlmilionovou aglomeraci (Rybnický uhelný okruh) navazující na jihu na ostravskou a na severu na katovickou aglomeraci. Z geomorfologického hlediska se rozkládá na Rybnické plošině, která je součástí Slezské vysočiny, v severním ústí Moravské brány. 

## Historie
Název města je slezskou (odlišnou od polského Władysław) formou jména Vladislav a souvisí s postavou Vladislava I. Opolského, opolsko-ratibořského knížete v letech 1246–1281, za jehož vlády proběhla lokace města na magdeburském právu. Za její datum se přijímá rok 1257, datum první písemné zmínky o zdejším minoritském klášteře. Podle toho se roku 2017 slavilo 760. výročí založení města. Německý název Loslau pochází od maďarské podoby téhož jména – Laszló. Přídavné jméno Śląski, tj. „Slezský“, bylo úředně přidáno v roce 1931.
Počátkem 14. století bylo pro kněžnou Konstancii vyděleno samostatné Vladislavské knížectví. Postava Konstancie, aneb Vladislavské paní, je opředena mnoha legendami a charakterizovaná veskrze kladně jako symbol spravedlivé a uznávané vládkyně. Ve městě je dnes po ní pojmenována ulice, gymnázium a také je tu památný dub a socha s jejím vyobrazením. Od roku 1327, kdy složila slezská knížata lenní slib Janu Lucemburskému, patřilo toto území k Zemím Koruny české.
Po Konstanciině smrti v roce 1351 knížectví zaniklo, ale bylo obnoveno Janem IV. Krnovským v roce 1464. Potom existovalo až do správní reformy v roce 1809 a zahrnovalo deset okolních vesnic. Vystřídalo se na něm více majitelů, včetně uherského primase Juraja Pohronce-Slepčianského (1668–1685) a rodu Ditrichštejnů (1685–1780). Po slezských válkách Vladislav spolu s celým Horním Slezskem roku 1742 připadla Prusku. V pruském a později německém státu byla součástí pštinského (do roku 1818) a rybnického okresu.
V 19. století město nezaznamenalo příliš spektakulární rozvoj průmyslu a ještě před druhou světovou válkou čítalo pouhých 5 tisíc obyvatel. Roku 1882 získalo železniční spojení s Bohumínem a Rybnikem. Během hornoslezského plebiscitu po první světové válce se 71 % obyvatel Vladislavi vyslovilo pro setrvání v rámci Německa, přesto ale bylo město připojeno v roce 1922 k Polsku. Leželo v blízkosti německých (na Odře) a československých (na Olši) hranic.
Sovětsko-německé boje v rámci ostravsko-opavské operace v březnu 1945 vedly k poškození více než 80 % města. Obnova historického centra po válce počítala se zachováním původního urbanistického plánu a výstavbou nových domů v historizujícím stylu.
Prudký rozvoj Vladislavi začal v 50. letech 20. století. Na sever od historického centra vznikly sídlištní komplexy Nowe Miasto (Nové Město) a XXX-lecia – Piastów – Dąbrówki. Největším zaměstnavatelem se stal Důl 1 Maja otevřený v roce 1960 v městské části Wilchwy (fungoval do roku 2001). Dalšími významnými průmyslovými závody byly Důl Jedłownik ve stejnojmenné městské části, součást pszowského KWK Anna (těžba ukončena v roce 2000), a Śląskie Zakłady Koncentratów Spożywczych (Slezské závody potravinových koncentrátů) založené v roce 1964, nyní producent hotových jídel, instantních dezertů a potravinářských přísad s názvem AGRO Wodzisław.
V rámci správní reformy v roce 1975 byla k Vladislavi přičleněna města Pszów, Radlin, Rydułtowy a gmina Marklowice. Tímto počet obyvatel na čas překročil sto tisíc (nejvíce v roce 1991 – 112 tisíc), ale v 90. letech se všechny zmíněné obce až na jižní část Radlinu (městská část Radlin II) opět osamostatnily.

## Pamětihodnosti a turistické zajímavosti
- Stare Město tvoří urbanistický komplex typický pro města založená na magdeburském právu. Jeho středem je náměstí ve tvaru čtverce o rozměrech 96 x 96 m.
- Ditrichštejnský palác, klasicistní, postavený v letech 1742–1747 na místě původního zámku. Mezi lety 1881 až 1974 sloužil jako sídlo magistrátu, nyní se v jeho prostorách nachází městské muzeum. K paláci přiléhá park s hudebním pavilonem a za nim se nachází autobusové nádraží a obchodní centrum Karuzela otevřené v roce 2013.
- Bývalý kostel a klášter minoritů, založený spolu s městem kolem roku 1257. Kostel slouží od roku 1830 evangelické farnosti, po druhé světové válce byla částečně rekonstruována jeho gotická podoba. Současná budova kláštera pochází ze 17. století a po sekularizaci v roce 1810 slouží jako veřejná stavba, nyní sídlo okresního soudu.
- Farní kostel Nanebevzetí Marie Panny, novogotický, postavený v letech 1909–1911 podle návrhu Ludwiga Schneidera z Vratislavi na místě staršího.
- Novogotická radnice z roku 1879. Vedle budovy se nachází pomník 50. rovnoběžky, která prochází městem.
- Grodzisko (Hradiště), zalesněný kopec ve východní části města, na kterém se rozkládalo předlokační hradiště. V roce 1867 byla v lese na Grodzisku postavena novogotická Rytířská bašta (Barbakan), zvana také Romantickou věží. Na jižním okraji Grodziska se nachází Krajská nemocnice plicních chorob, původně tuberkulózní sanatorium založené roku 1895.
- Rodinný park zábavy Trzy Wzgórza (Tři kopce), park o rozloze 24 ha otevřený v roce 2015 na sídlišti XXX-lecia – Piastów – Dąbrówki. Jeho součástí je několik desítek objektů pro sport a rekreaci, včetně arény pro hru na schovávanou, bludiště, dráhy pro modely na dálkové ovládání, petanquového hříště, bowlingové dráhy, bikrosové dráhy a lanového parku, a také mini gradovna, amfiteátr, pěší a cyklostezky s různým stupněm náročnosti nebo biatlonová trať využívaná Biatlonovým střediskem sportovního školení mládeže.

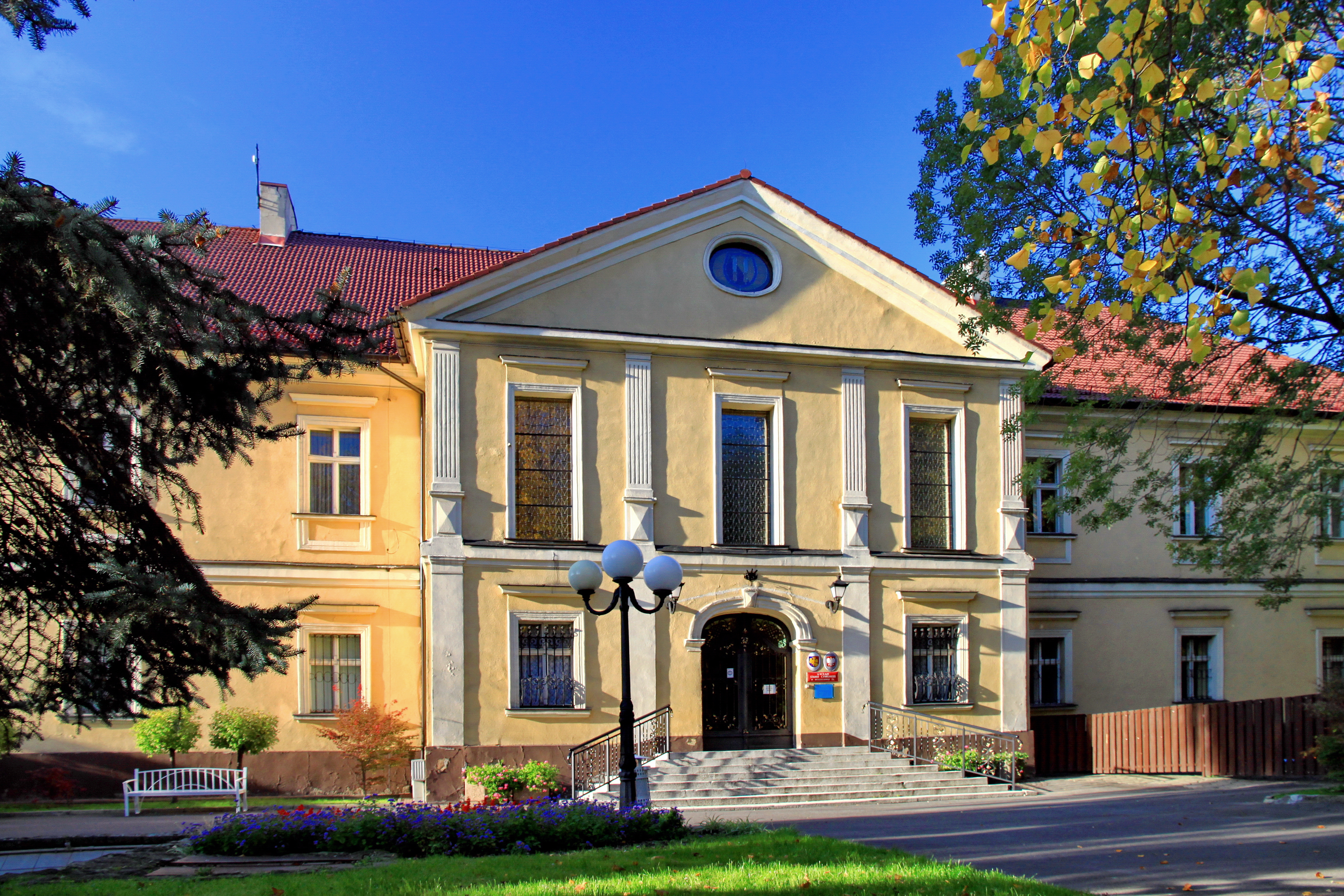
Ditrichštejnský palác
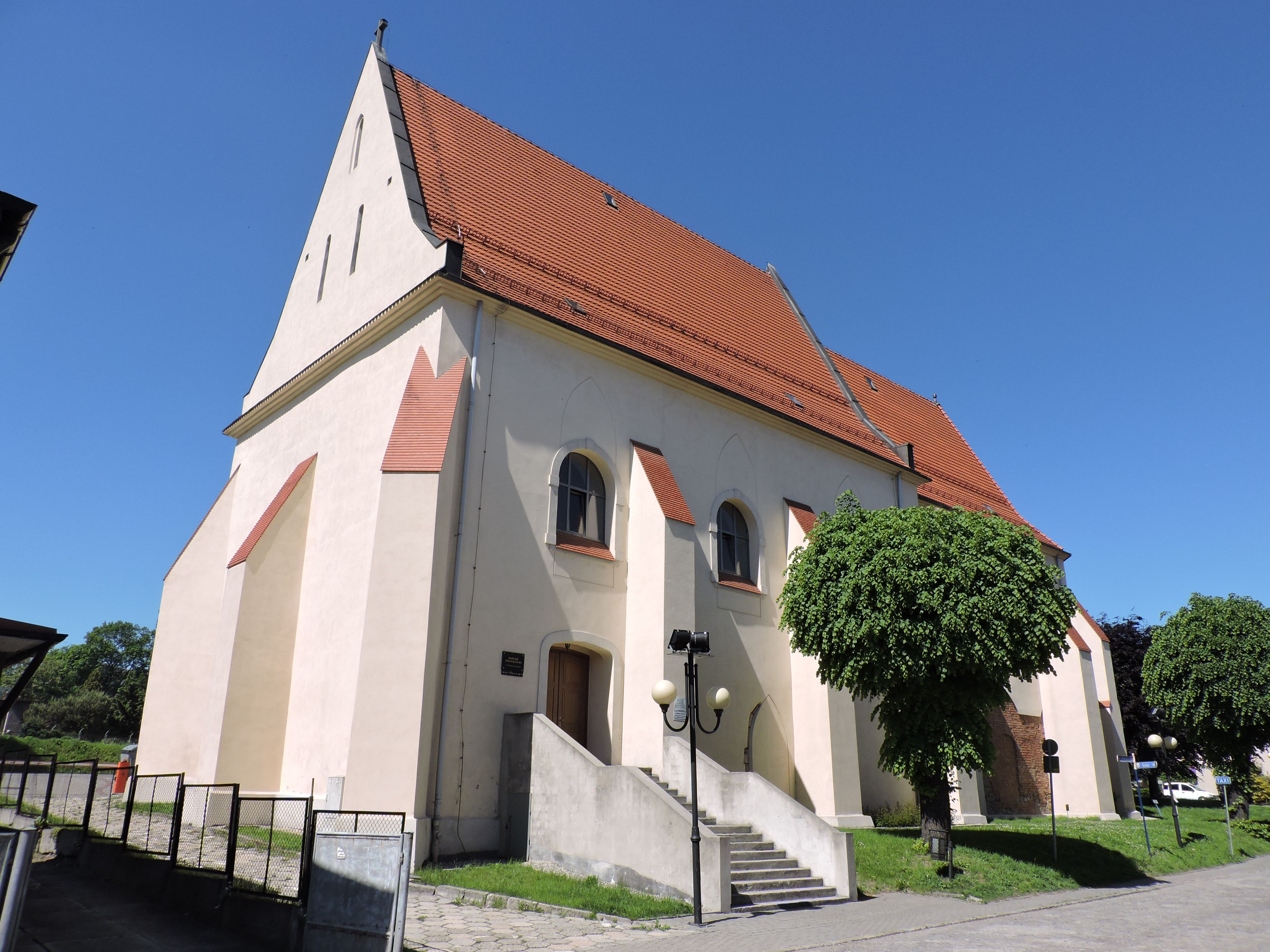
Minoritský kostel
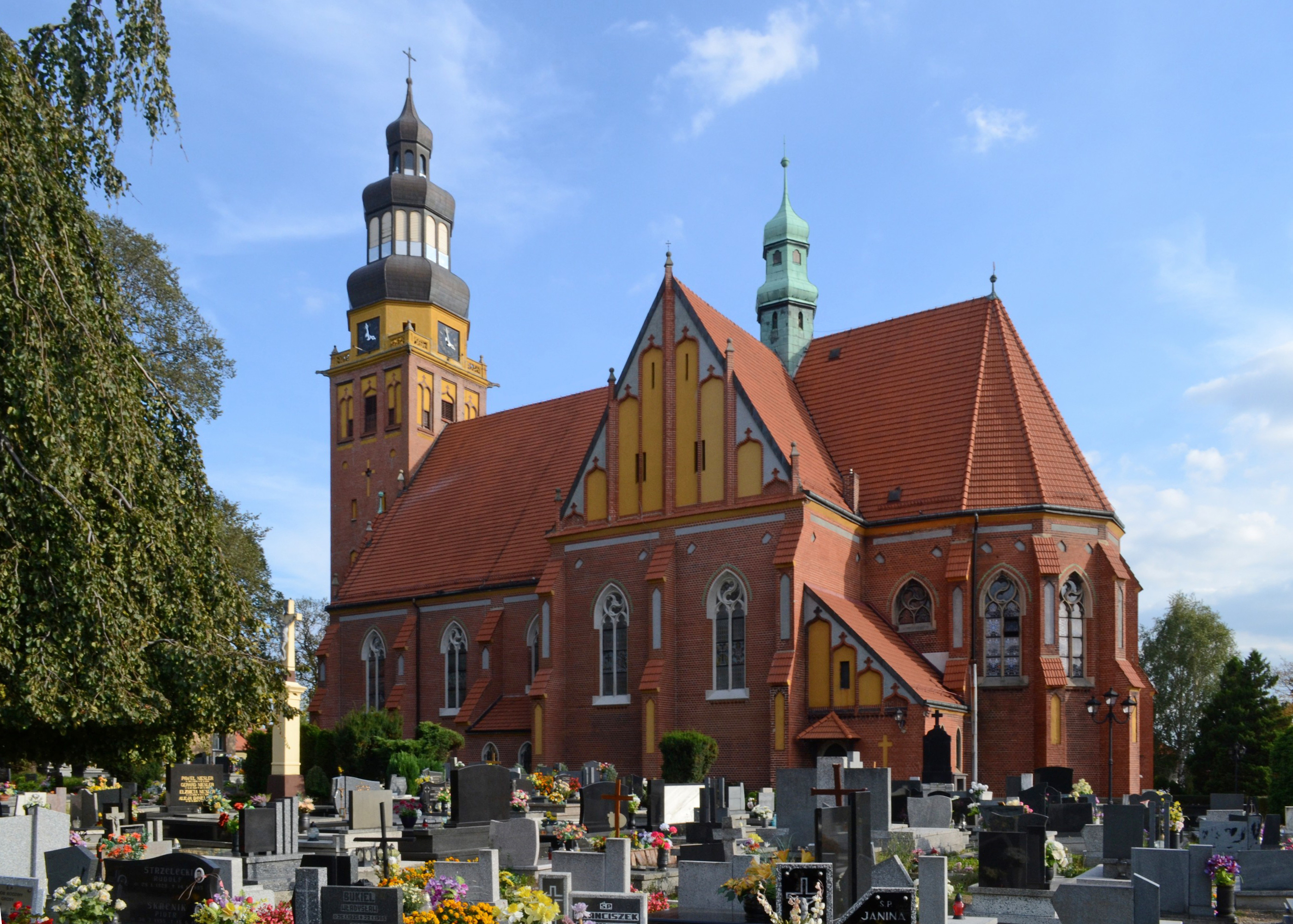
Kostel Nanebevzetí Panny Marie
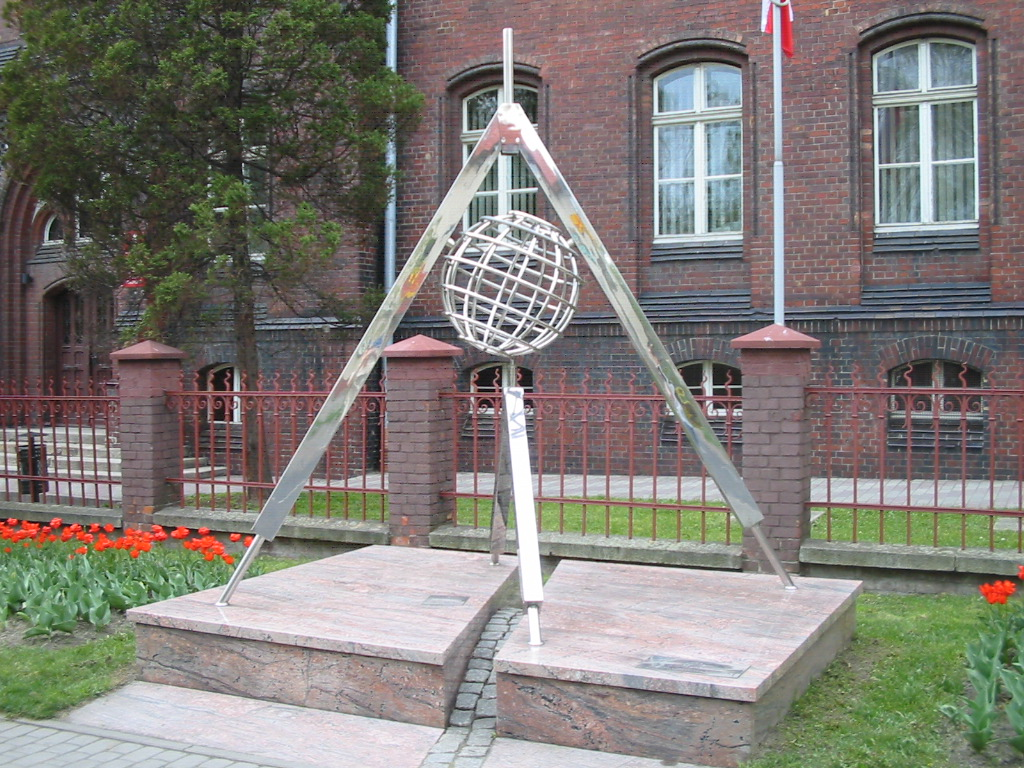
Pomník 50. rovnoběžky
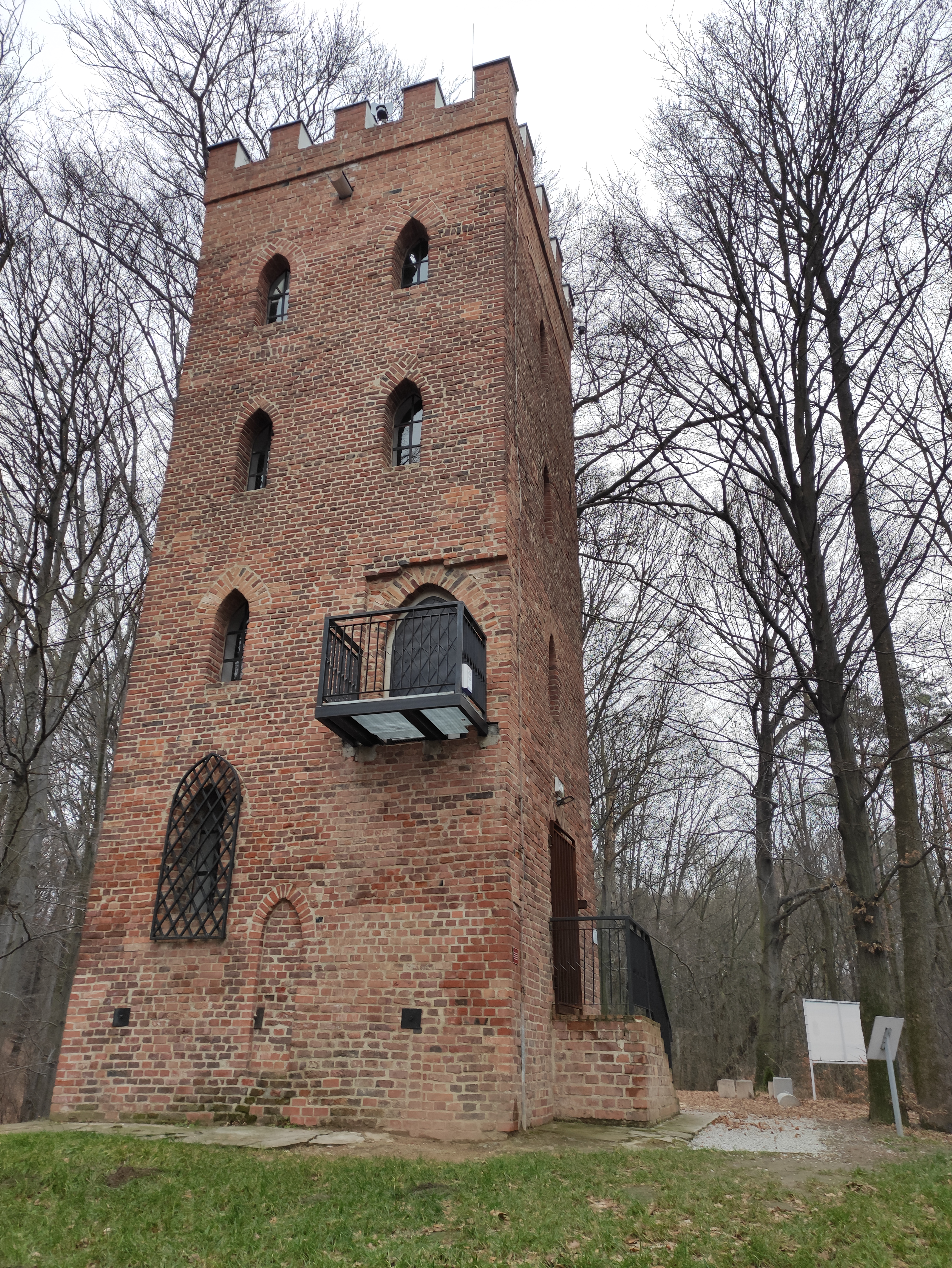
Rytířská bašta (Barbakan)

## Doprava

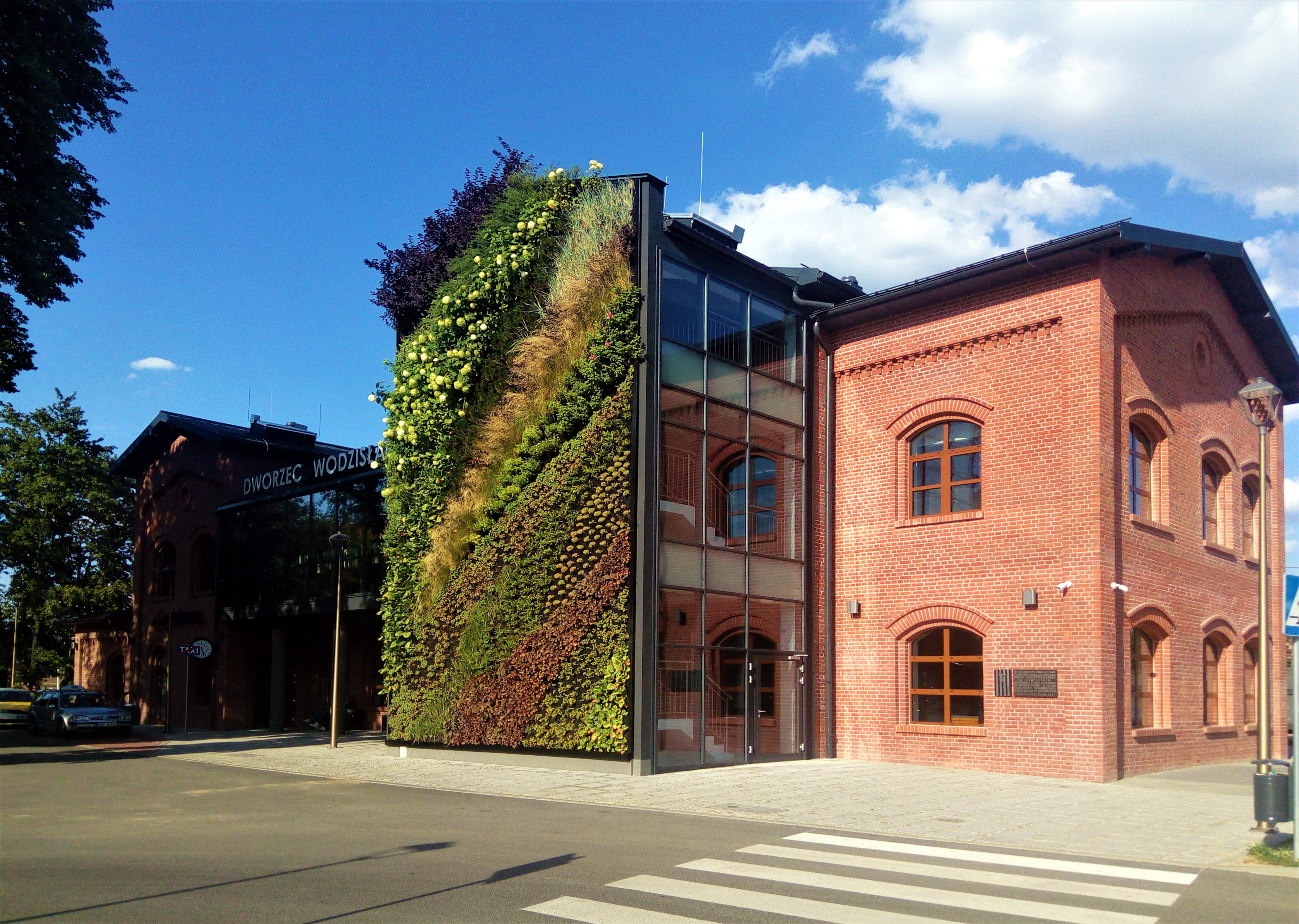
Železniční nádraží

Ve městě se nachází dvě železniční stanice na trati Bohumín — Rybnik: Wodzisław Śląski (hlavní nádraží) a Wodzisław Śląski Radlin. Hlavní vladislavské nádraží – budova z roku 1895 – prošlo v letech 2017–2019 náročnou rekonstrukcí. Zastavují zde regionální vlaky společnosti Koleje Śląskie (Slezské dráhy) a také mezinárodní expresy do Budapešti, Prahy, Varšavy a Vídně. Od roku 2018 je realizován projekt Rychlé příměstské železnice (Szybka Kolej Aglomeracyjna) mezi Vladislaví a Rybnikem.
Městem pochází státní silnice č. 78 spojující Hlivice a Rybnik s Chalupkami a Bohumínem. 5 km východně od centra Vladislavi prochází dálnice A1, která od Bohumína navazuje na českou D1.
Městskou autobusovou dopravu zajišťují čtyři linky místního dopravního podniku označené písmeny A, B, C (varianty C1, C2, C3 a C4) a D (varianty D1 a D2). Přeprava mezi autobusovým a vlakovým nádražím je zdarma. Do města zajíždějí také spoje MZK Jastrzębie-Zdrój. Příměstskou dopravu na území okresu Wodzisław a Ratiboř zajišťuje podnik PKS Racibórz.

## Partnerská města
- Alanya, Turecko
- Artik, Arménie
- Fondi, Itálie
- Gladbeck, Německo
- Karviná, Česko
- Sallaumines, Francie
- Siret, Rumunsko